# Bob Geren
Robert Peter Geren (né le 22 septembre 1961 à San Diego, Californie) est  un ancien receveur et manager des Ligues majeures de baseball.  
En 2016, il est nommé instructeur de banc des Dodgers de Los Angeles.
Joueur de 1988 à 1991 pour les Yankees de New York et en 1993 pour les Padres de San Diego, Geren est par la suite instructeur pour les Athletics d'Oakland, les Mets de New York et les Dodgers de Los Angeles. Il est gérant à Oakland de 2007 à 2011.

## Carrière d'entraîneur

### Athletics d'Oakland
Bob Geren rejoint l'organisation des Athletics d'Oakland en 1999 et dirige des équipes de ligues mineures pendant quatre années. Il devient ensuite instructeur des lanceurs de relève des Athletics, poste qu'il occupe de 2003 à 2005. En 2006, il est l'adjoint sur le banc au manager de l'équipe, Ken Macha.
Le 17 novembre 2006, il remplace Macha à la barre des Athletics. Bob Geren est gérant des Athletics d'Oakland du début de la saison 2007 au 8 juin 2011. Après trois saisons perdantes, il dirige une équipe qui remporte 81 victoires contre 81 défaites en 2010, bon pour une seconde place dans la division Ouest derrière les champions de la Ligue américaine, les Rangers du Texas. En 2011, les Athletics se retrouvent rapidement en difficulté et ont un dossier victoires-défaites de 27-36 après 63 parties. Le 9 juin, après une série de 9 défaites de suite des A's, l'équipe d'Oakland congédie Geren, dont c'est la dernière année de contrat, et le remplace par Bob Melvin.
En un peu plus de quatre saisons avec Geren à la barre du club, les Athletics ont 334 victoires et 376 défaites.

### Mets de New York
Le 14 octobre 2011, il est nommé nouvel instructeur chez les Mets de New York. Il est l'adjoint sur le banc du manager Terry Collins. Il est en poste lors des saisons 2012 à 2015.

### Dodgers de Los Angeles
Depuis la saison 2016, Geren est l'instructeur de banc (adjoint au gérant Dave Roberts chez les Dodgers de Los Angeles.

## Bilan de manager
| Équipe  | Année  | Saison régulière | Saison régulière | Saison régulière | Saison régulière |  | Séries éliminatoires | Séries éliminatoires | Séries éliminatoires | Séries éliminatoires |
| Équipe  | Année  | Vic.             | Déf.             | % Vic.           | Place            |  | Vic.                 | Déf.                 | % Vic.               | Résultats            |
| Oakland | 2007   | 76               | 86               | 0,469            | 3e AL Ouest      |  | -                    | -                    | -                    |                      |
| Oakland | 2008   | 75               | 86               | 0,466            | 3e AL Ouest      |  | -                    | -                    | -                    |                      |
| Oakland | 2009   | 75               | 87               | 0,463            | 4e AL Ouest      |  | -                    | -                    | -                    |                      |
| Oakland | 2010   | 81               | 81               | 0,500            | 2e AL Ouest      |  | -                    | -                    | -                    |                      |
| Totaux  | Totaux | 307              | 340              | 0,474            |                  |  | 0                    | 0                    | 0,000                |                      |